# Mubeop byeonhosa
Mubeop byeonhosa (무법 변호사?, lett. "Avvocato senza legge"; titolo internazionale Lawless Lawyer) è un drama coreano trasmesso su tvN dal 12 maggio al 1º luglio 2018.

## Trama
Bong Sang-pil è un ex gangster che ora lavora come avvocato. Sebbene Sang-pil abbia uno dei migliori tassi di vittoria come avvocato, non si fida della legge, quindi usa sia i pugni che le scappatoie contro coloro che hanno il potere assoluto. Il suo desiderio di rivalersi contro chi detiene il potere è dovuto al fatto che è spinto dal desiderio di vendicare la morte di sua madre. Sulla sua strada si imbatte presto in Ha Jae-yi, un'avvocatessa che lotta per la giustizia ma finisce per essere retrocessa dopo aver attaccato un giudice insensibile.
Improvvisamente, Sang-pil decide di assumere Jae-yi nella sua azienda e a poco a poco comincia ad innamorarsi di lei; tuttavia, incontra anche coloro che usano il potere per manipolare tutto secondo i propri fini, come Cha Moon-sook, un giudice molto rispettato che in realtà nasconde una grande avidità, e Ahn Oh-joo, un ex gangster pericoloso e senza scrupoli.
Insieme a Jae-yi e alla sua squadra, Sang-pil troverà un modo per abbattere e imprigionare tutti i responsabili della morte di sua madre e della scomparsa della madre di Jae-yi.